# Pinus monticola
Pinus monticola eller Vittall är en tallväxtart som beskrevs av David Douglas och David Don. Pinus monticola ingår i släktet tallar, och familjen tallväxter. Inga underarter finns listade i Catalogue of Life.
De flesta exemplar blir 30 meter höga och stammen har i brösthöjd en diameter av 100 centimeter. De största exemplaren var nästan 70 meter höga med en stamdiameter av cirka 200 centimeter. Den ganska tunna barken har en grå färg och hos äldre exemplar bildas långsträckta fyrkantiga strukturer som påminner om fjäll hos fiskar. Den äldsta kända individen levde 615 år. På varje enskilt träd förekommer könsorgan av hankön och honkön. Pollineringen sker med hjälp av vinden.
Arten förekommer i västra Nordamerika från British Columbia i Kanada till Kalifornien i USA. Den växer i låglandet och i bergstrakter upp till 3000 meter över havet. I norra delen av utbredningsområdet hittas Pinus monticola i dalgångar där den sällan når högre än 450 meter över havet. Arten kan bilda skogar där inga andra större träd ingår men den är vanligare i barrskogar tillsammans med bland annat douglasgran, contortatall, gultall, sockertall, Pinus jeffreyi, jättehemlock, Larix occidentalis, kustgran, berggran, praktgran, coloradogran, kaskadgran, jättetuja, cedertuja, sitkagran, engelmannsgran och berghemlock. I undervegetationen hittas ofta Taxus brevifolia. Sällsynt är några lövträd inblandade i skogarna. Pinus monticola behöver öppna ytor som skapas av stormar, bränder eller trädfällning för att föröka sig.
Växtens trä har många olika användningsområden bland annat för dörrar och fönster. Det förarbetas även till små föremål som tändstickor och tandpetare. I motsats till sockertallen innehåller artens harts nästan inget socker. Pinus monticola är känslig för svampen Cronartium ribicola som främst förekommer i Eurasien vilket förhindrade försök att introducera arten där.
På grund av alltför intensivt skogsbruk minskade beståndet i några delar av utbredningsområdet. Även i Nordamerika har svampen Cronartium ribicola orsakad skador. IUCN kategoriserar arten globalt som nära hotad.

## Bildgalleri

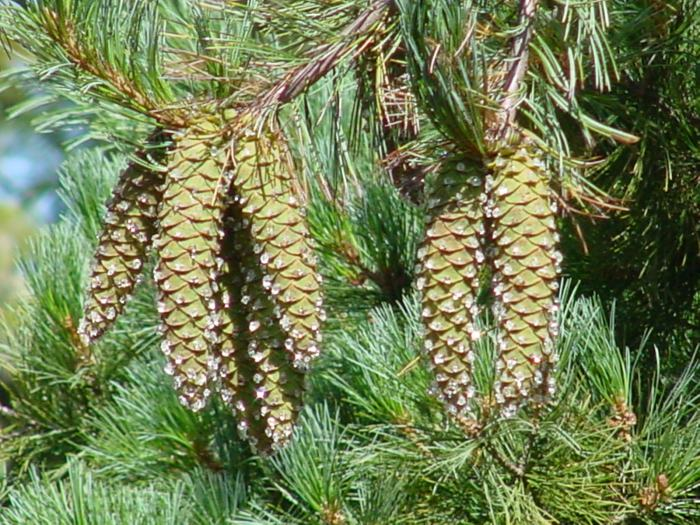
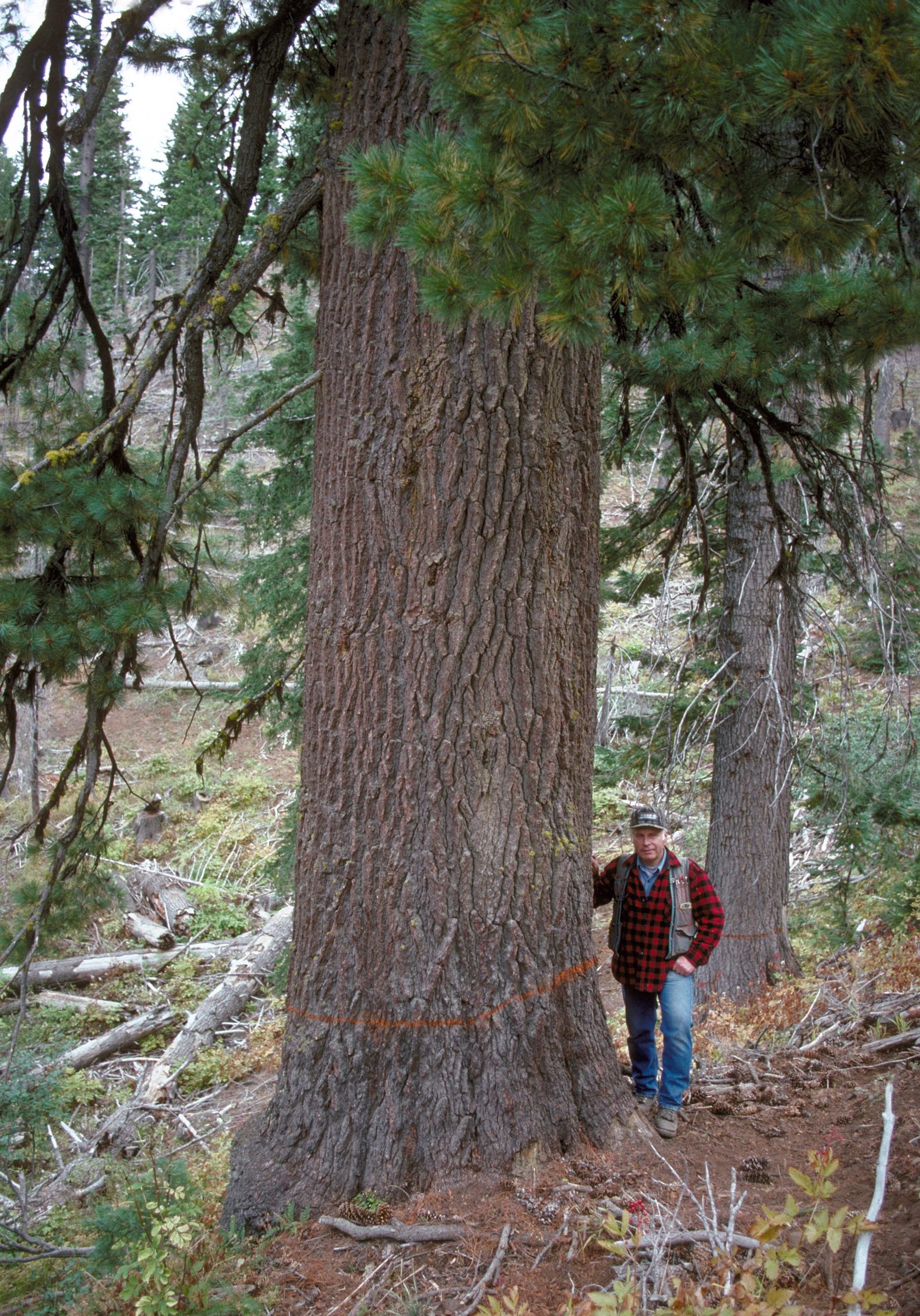
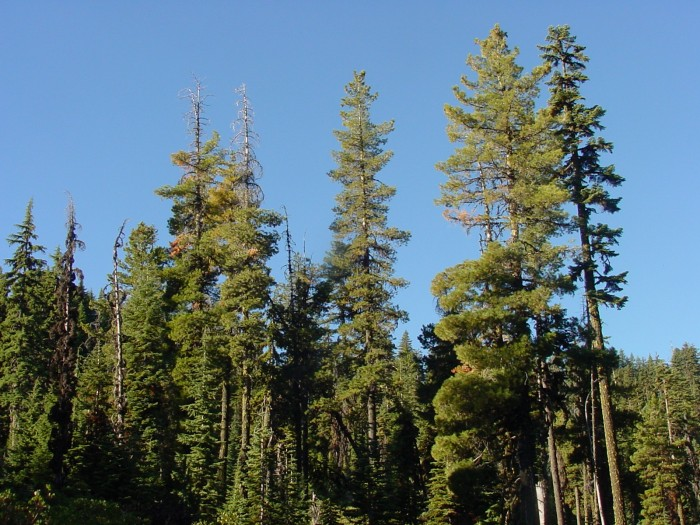
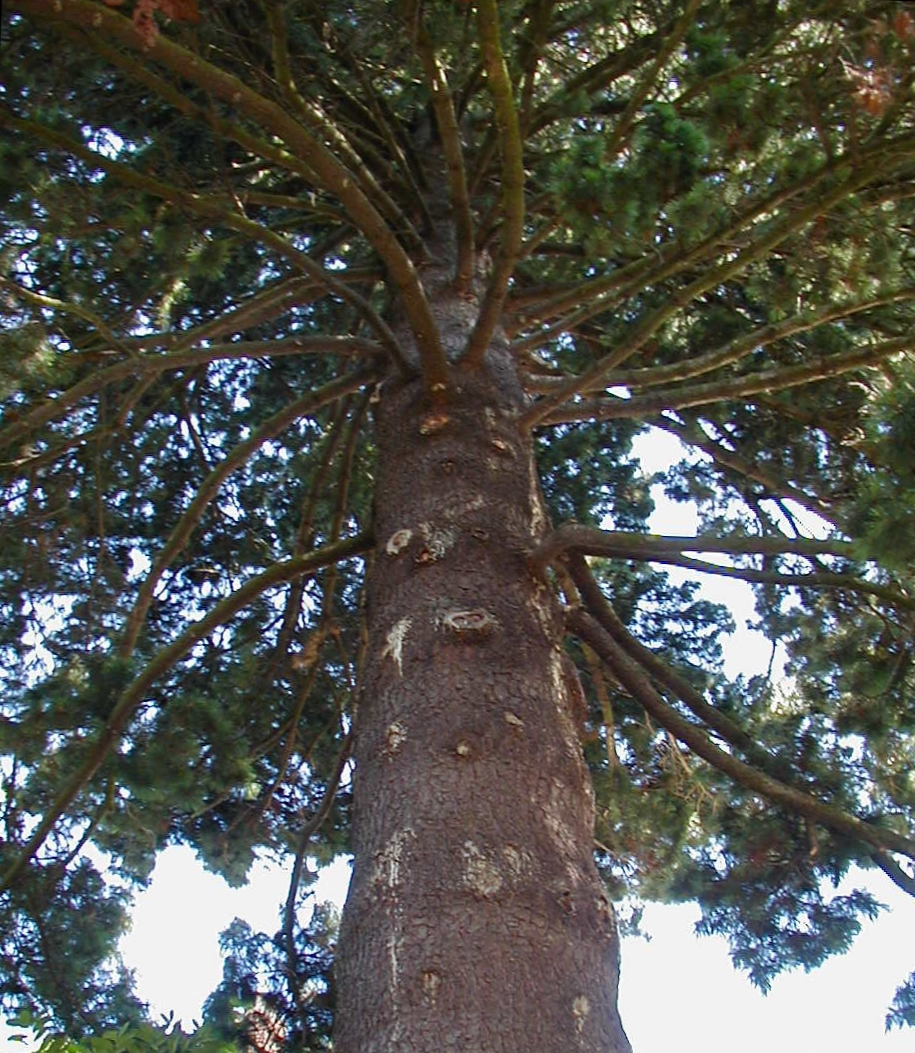
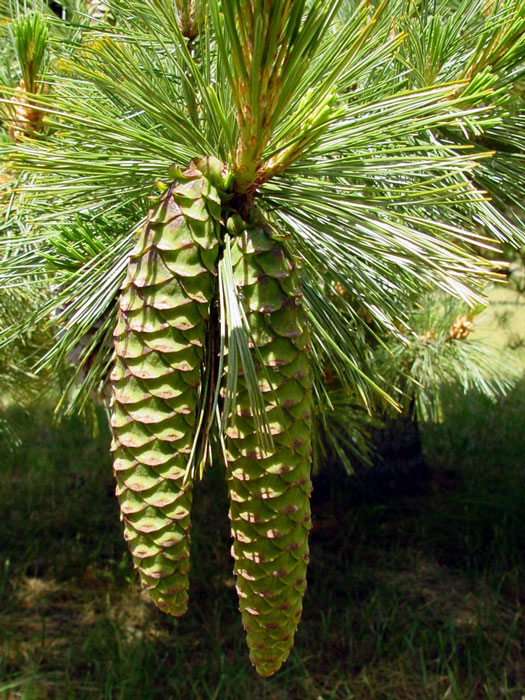